# Câu lạc bộ bóng đá Hà Nội B
Câu lạc bộ bóng đá Hà Nội B (tiếng Anh: Hanoi B Football Club), được biết đến nhiều hơn với tên Trẻ Hà Nội là một câu lạc bộ bóng đá tại Việt Nam, hiện thi đấu tại Giải bóng đá hạng Nhì Quốc gia. Đây là đội dự bị của Hà Nội FC.

## Lịch sử
Sau mùa giải hạng Nhất quốc gia 2018, câu lạc bộ Hà Nội B đã được chuyển giao cho Công ty Cổ phần Bóng đá Hồng Lĩnh Hà Tĩnh. Đội "chuyển khẩu" về Hà Tĩnh và Câu lạc bộ bóng đá Hồng Lĩnh Hà Tĩnh được thành lập.
Mùa giải 2018, một đội trẻ khác là Hà Nội C cũng thi đấu thành công tại Giải hạng Ba quốc gia và giành quyền thăng hạng. Sang mùa 2019, đội Hà Nội C đổi tên thành Trẻ Hà Nội thi đấu tại Giải hạng Nhì quốc gia. Đây cũng là mùa giải mà Trẻ Hà Nội lọt vào trận chung kết nhưng để thua Bà Rịa - Vũng Tàu và không được thăng hạng.   Đội sau đó được chuyển giao cho Phú Thọ.

## Đội hình
Đội hình tham dự Giải bóng đá hạng Ba Quốc gia 2022
Ghi chú: Quốc kỳ chỉ đội tuyển quốc gia được xác định rõ trong điều lệ tư cách FIFA. Các cầu thủ có thể giữ hơn một quốc tịch ngoài FIFA.
| Số | VT | Quốc gia | Cầu thủ            |
| -- | -- | -------- | ------------------ |
| 1  | TM | Việt Nam | Phạm Đình Hải      |
| 3  | HV | Việt Nam | Lê Văn Hà          |
| 5  | HV | Việt Nam | Nguyễn Sỹ Đức      |
| 6  | TV | Việt Nam | Đỗ Đình Sơn        |
| 8  | TV | Việt Nam | Phan Lạc Dương     |
| 9  | TV | Việt Nam | Hoàng Văn Tuyến    |
| 10 | TV | Việt Nam | Nguyễn Trung Thành |
| 12 | TĐ | Việt Nam | Lê Trí Phong       |
| 14 | HV | Việt Nam | Nguyễn Đắc Vinh    |
| 15 | HV | Việt Nam | Nguyễn Đức Anh     |
| 17 | TV | Việt Nam | Dương Văn Quyết    |
| 18 | TV | Việt Nam | Nguyễn Anh Tú      |
| 19 | TV | Việt Nam | Hoàng Trung Kiên   |
| 20 | TV | Việt Nam | Bùi Tuấn Minh      |
| 22 | TM | Việt Nam | Nguyễn Hữu Đạt     |

| Số | VT | Quốc gia | Cầu thủ            |
| -- | -- | -------- | ------------------ |
| 24 | TM | Việt Nam | Nguyễn Thế Anh Tâm |
| 25 | TM | Việt Nam | Lang Văn Nguyên    |
| 26 | HV | Việt Nam | Vi Văn Dung        |
| 27 | TĐ | Việt Nam | Nguyễn Hà Anh Tuấn |
| 28 | TĐ | Việt Nam | Nguyễn Giản Tân    |
| 29 | HV | Việt Nam | Nguyễn Văn Đạt     |
| 37 | TV | Việt Nam | Đậu Ngọc Mạnh      |
| 39 | TV | Việt Nam | Trần Văn Vẫn       |
| 56 | HV | Việt Nam | Vũ Văn Sơn         |
| 59 | HV | Việt Nam | Đặng Gia Bảo       |
| 66 | TĐ | Việt Nam | Nguyễn Anh Tuấn    |
| 68 | HV | Việt Nam | Nguyễn Cảnh Tài    |
| 77 | TV | Việt Nam | Nghiêm Mạnh Hiếu   |
| 99 | TĐ | Việt Nam | Nguyễn Long Nhật   |